# Helmut Deutsch
Helmut Erich Deutsch (né à Vienne le 24 décembre 1945) est un musicologue et pianiste classique autrichien, spécialisé dans la musique de chambre et l'accompagnement du lied.
Il a été marié une fois et a eu deux enfants.

## Biographie
Helmut Deutsch est né à Vienne, où il apprend le piano, la composition et la musicologie à l'Académie de Vienne de 1967 jusqu'à 1979. Il remporte le prix 1967 du concours de composition de Vienne. Il est ensuite professeur pour l'interprétation du lied (Professor für Liedgestaltung) à l'école de musique de Munich de 1986 à 2011, où il est toujours professeur invité, ainsi que dans d'autres universités allemande. Il a aussi enseigné à l'école de musique de Frankfort et à l'Opéra de Francfort. Deutsch donne des master classes en Europe et au Japon et est membre du jury du concours du BBC Cardiff Singer of the World competition.
Deutsch commence sa carrière d'accompagnateur avec Irmgard Seefried et a collaboré pendant plus de douze ans avec Hermann Prey. Il a joué avec les plus grands chanteurs, notamment Olaf Bär, Barbara Bonney, Grace Bumbry, Ileana Cotrubaș, Diana Damrau, Annette Dasch (en), Brigitte Fassbaender, Matthias Goerne, Hans Hotter, son ancien élève Jonas Kaufmann, Angelika Kirchschlager, Keith Lewis, Anne Sofie von Otter, Josef Protschka, Andreas Schmidt, Peter Schreier, Bo Skovhus, Rita Streich, Michael Volle et Bernd Weikl. Parmi ses nombreux enregistrements en collaboration, on trouve les œuvres vocales complètes de Johannes Brahms. Deutsch s'est produit en récitals au Festival de Salzbourg avec Olaf Bär (1999), Jonas Kaufmann (2009), Hermann Prey (1982, 1984, 1985, 1991), Thomas Quasthoff (2012), et Michael Volle (2010, 2012).

Une critique du disque paru en 2011, consacré au mélodies de Liszt, chanté par Diana Damrau, note : 

« Fréquemment la ligne de piano dans ces séries est tout aussi complexe, intense et intéressante que la partie vocale, ce qui n'est pas surprenant étant donné la réputation de Liszt comme pianiste virtuose et Helmut Deutsch se montre un interprète vraiment exceptionnel. »

## Discographie
- Brahms
  - Lieder vol. 1, op. 3, 6, 7, 14 - Juliane Banse, soprano ; Andreas Schmidt, baryton (août/décembre 1996, CPO) (OCLC 43314184)
  - Lieder vol. 2, op. 19, 32, 43, 46 - Juliane Banse, soprano ; Andreas Schmidt, baryton (août/décembre 1996, CPO) (OCLC 43666214)
  - Lieder vol. 3, Die schöne Magelone, op. 33 - Andreas Schmidt, baryton (2–5 juin 1998, CPO) (OCLC 70197571)
  - Lieder vol. 4, op. 47, 48, 49, 57 - Andreas Schmidt, baryton (décembre 1996/avril/octobre 1997, CPO) (OCLC 47734339)
  - Lieder vol. 5, op. 58, 59, 63 - Andreas Schmidt, baryton (mars/décembre 1996/avril/octobre 1997, CPO) (OCLC 48469640)
  - Lieder vol. 6, op. 69 à 72 - Juliane Banse, soprano ; Andreas Schmidt, baryton (mars 1996/octobre 1997/janvier 1998, CPO) (OCLC 50442203)
  - Lieder vol. 7, op. 84, 85, 86, 94 - Juliane Banse, soprano ; Iris Vermillion, mezzo-soprano ; Andreas Schmidt, baryton (mars 1996/octobre 1997/septembre 1999, CPO) (OCLC 879308141)
- Liszt, Lieder - Diana Damrau, soprano (22–23/26–27 août 2011, Virgin Classics) (OCLC 761222916)
- Korngold, Lieder op. 5, 9, 14, 22, 27 - Dietrich Henschel, baryton (novembre 2001, Harmonia Mundi) (OCLC 51516013)
- Ravel et Duparc, Shéhérazade, mélodies - Konrad Jarnot, baryton (20–23 décembre 2003, Oehms Classics) (OCLC 62238930)
- Schubert
  - Die schöne Müllerin - Jonas Kaufmann, ténor (concert 30 juillet 2009, Decca) (OCLC 460202558)
  - Winterreise - Jonas Kaufmann, ténor (22–27 octobre 2013, Sony) (OCLC 870297667)
  - Schwanengesang - Bo Skovhus, baryton (26–28 septembre 1994, Sony) (OCLC 33255338)
  - An mein Herz, Lieder - Matthias Goerne, baryton ; avec Eric Schneider CD2 (janvier 2008, 2CD Harmonia Mundi) (OCLC 262898165)
- Schumann
  - Lieder, op. 34, 74 Mitsuko Shirai, soprano ; Marjana Lipovšek, contralto ; Josef Protschka, ténor ; Matthias Hölle, basse (concerts, 3–4 octobre 1984, Capriccio C 27 096) (OCLC 18384856)
  - Lieder, romances & ballades, op. 30, 36, 40, 45, 49, 53, 57, 87 - Olaf Bär, baryton (février 1996, EMI Classics 5 56199 2) (OCLC 37661580)
- Mendelssohn, Clara et Robert Schumann, Chopin, Liszt, Brahms, Lieder - Diana Damrau, soprano (concert, 4 septembre 2006, Orfeo) (OCLC 193764177)
- Strauss, Lieder - Jonas Kaufmann, ténor (mai 2005, Harmonia Mundi) (OCLC 73726314)
- Wolf, Italianisches Liederbuch - Dawn Upshaw, soprano ; Olaf Bär, baryton (1995, EMI Classics 5 55618-2)[8] (OCLC 36082319)
- Wolf et Korngold, Eichedorff-Lieder - Bo Skovhus, baryton (3–5 mai 1993, Sony) (OCLC 44710310)